# امپراتور کوآن
امپراتور کوان (به ژاپنی: 孝安天皇؛ کوان تِننو) همچنین به عنوان أوهو یاماتو تاراشیکو کونیوسی هیتو نو میکوتو نیز، شناخته می‌شود، ششمین امپراتور ژاپن بود، که با توجه به نظم سنتی جانشینی به این منصب رسید. هیچ‌گونه تاریخ مشخصی نمی‌تواند به زندگی این امپراتور اختصاص داده شود، اما قاعدتاً وی در حدفاصل سال‌های ۳۹۲ تا ۲۹۱ قبل از میلاد، فرمانروای ژاپن در نظر گرفته می‌شود.
اطلاعات بسیار کمی در مورد این امپراتور به دلیل کمبود مواد در دسترس برای بررسی و مطالعه بیشتر. کوان در میان مورخان به عنوان یک «امپراتور افسانه ای» شناخته می‌شود زیرا وجود واقعی او مورد مناقشه است. در «کوجیکی» چیزی غیر از نام و شجره نامه او وجود ندارد. ظاهراً سلطنت کوان در سال ۳۹۳ قبل از میلاد آغاز شد، او یک زن و دو پسر داشت و بیش از ۱۰۰ سال سلطنت کرد تا اینکه در سال ۲۹۱ قبل از میلاد در سن ۱۳۷ سالگی درگذشت. یکی از پسرانش ظاهراً امپراتور کوریه شد.
به‌طور سنتی به عنوان آخرین امپراتور دوره جومون پذیرفته می‌شود که در ۳۰۰ قبل از میلاد به پایان رسید.

## روایت افسانه ای
در «کوجیکی» و «نیهون شوکی» فقط نام و نسب او ثبت شده است. ژاپنی‌ها به‌طور سنتی وجود تاریخی این حاکم را پذیرفته‌اند و در حال حاضر یک «میساساگی» یا مقبره امپراتوری برای کوآن نگهداری می‌شود. با این حال، هیچ سند معاصر موجودی کشف نشده است که این دیدگاه را تأیید کند که این شخصیت تاریخی واقعاً سلطنت کرده است. اعتقاد بر این است که او پسر امپراتور کوشو است. و اعتقاد بر این است که مادر او [خیوسوتاراشی-هیمه دختر اوکیتسویوسو و جد خاندان اُواری بوده است. درسوابق «کوجیکی» کوان دومین پسر امپراتور کوشو بود و از کاخ آکیستوشیما-نو-میا  Akitsushima-no-miya (葛城室之秋津島宮) و در نیهون شوکی به عنوان «مورو نو آکیستوشیما نومیا» 室秋津島宮 در جایی که بعدها به عنوان ولایت یاماتو شناخته می‌شود، حکومت می‌کرد.
ظاهراً کوان امپراتوری بود که بیش از صد سال سلطنت کرد و تا ۱۳۷ سالگی (طبق گفته کوجیکی) زندگی کرد. ظاهراً او همسری به ناماوشی هیمه داشت و از او دو فرزند داشت. سلطنت کوان از ۳۹۲ قبل از میلاد تا زمان مرگ او در ۲۹۱ قبل از میلاد ادامه داشت، سپس یکی از پسرانش تاج و تخت را به دست گرفت و بعداً به عنوان امپراتور کوریه شناخته شد.